# Solenophora abietorum
Solenophora abietorum är en tvåhjärtbladig växtart som beskrevs av Paul Carpenter Standley och Julian Alfred Steyermark. Solenophora abietorum ingår i släktet Solenophora och familjen Gesneriaceae. Inga underarter finns listade i Catalogue of Life.